# خاندان آشینا
خاندان آشینا یا پانصد خانواده به یکی از قبایل ساکن در شمال چین که از امتزاج قبایل مختلف به وجود آمده‌بود، گفته می‌شود. در قرن پنجم میلادی قبایل و اردوهایی که با اقوام آشینا درهم آمیختند، نام «ترک» بر خود نهادند.. شایان ذکر است منشأ زبان ترکی و هویت قومی به نام ترک در دو بازه زمانی متفاوت شکل گرفتند. زبانی که اکنون ترکی نامیده می‌شود در هزاره‌های دور تشکیل شده اما قومیت ترکی در اواخر قرن پنجم میلادی در کوهستان آلتای شکل گرفته است.برخی منابع به ما می‌گویند این خاندان اصالت آن تورانی سکایی دارند
آشینا قبیله و سلسله حاکم خاقانات گوکتورک بودند. این طایفه در اواسط قرن ششم زمانی که رهبر آن بومین خان (مرگ ۵۵۲ میلادی) بر علیه خاقانات روران شورش کرد، به شهرت رسید. دو شاخه اصلی خانواده، یکی از نوادگان بومین و دیگری از برادرش ایستامی، به ترتیب بر بخش های شرقی و غربی کنفدراسیون گوکتورک حکومت می کردند و اولین خاقانات ترک را تشکیل می دادند (۵۲۲-۶۰۳)

## ژنتیک
بر اساس آزمایش‌ها بر روی افرادی که خود را از نسل بومین خان می‌دانند، قبیله آشینا متعلق به شاخه‌های Z93 ، Z94+، Z2123- ، Y2632- از هاپلوگروپ R1a است.به گفته برخی محققان ، سلسله بلغار آسن ممکن است از فرزندان آشینا باشند.  یکی دیگر از طایفه‌های برجسته ترکی آشیده نیز طایفه زناشویی طایفه آشینای گوکتورک است که Q1a-L53 دارد .

## مراسم تشییع جنازه
مرحوم را در خیمه‌ای می‌گذاشتند و حیواناتی را در اطراف خیمه قربانی می‌کردند. بستگان مرحوم سوار بر اسب‌ها دور خیمه می‌رفتند و به‌عنوان نمایش سوگواری یا «اشک‌های خونین»، صورت خود را به‌صورت تشریفاتی برش می‌دادند. پس از آن فرد و وسایل آنها سوزانده می‌شوند. 
به گفته D. G. Savinov، هیچ دفینه‌ای در سیبری جنوبی و آسیای مرکزی که کاملاً با توصیف دفن‌های آشینا مطابقت داشته باشد، یافت نشده است. 
به گفته D. G. Savinov این ممکن است به دلایل مختلفی باشد:
1.محل دفن گوکترک در آسیای مرکزی و جنوب سیبری هنوز یافت نشده است
2.منبع از نظر شخصیتی تلفیقی است و آیین‌های تدفین و چرخه خاکسپاری از منابع مختلف به صورت یکپارچه فهرست شده است 
3.مراسم تشییع جنازه گوکتورک به شکلی که در منابع مکتوب ثبت شده است، بعدها بر اساس اجزای مختلف موجود در برخی از مکان‌های باستان‌شناسی سیبری جنوبی از فرهنگ‌های پیشین ترک توسعه یافته است.
گمان می‌رود که آیین سوزاندن مرده که توسط نخبگان حاکم پذیرفته شده بود در میان مردم عادی خاقانات گسترش نیافته است. این را می‌توان به منشأ قومی متفاوت خاندان حاکم نسبت داد.

## واژه‌شناسی
پژوهشگرانی مانند پیتر بی گلدن, H. W. هاوسیگ, S. G. کلیاشتورنی, A. N. برنستام, کارتر وی. فیندلی, D. G. ساوینوف, S. P. گوشین، رونا تاس و R. N. Frye بر این باورند که ریشه نام آشینا از  زبان سکاهای یا از ووسون‌ها است .
Findley در نظر گرفته است که واژه "اشینا" ازیکی از زبان های سکایی اسیای مرکزی و به معنای ابی است(که به زبان نیاترکی kȫk* ترجمه میشود.در زبان ترکی باستانی 𐰚𐰇𐰚)
واژه bori نیز که به خدم و حشم فرمانروایان گفته می‌شود احتمالا از یکی از واژگان زبان‌های ایرانی گرفته شده‌است.

## تاریخ
قبایل آشینا در ابتدا در غرب ایالت شانشی چین می‌زیستند و در پیکارهای چینیان با هونها در سدهٔ چهارم میلادی شرکت داشتند و بعد به تبعیت هون‌ها درآمدند ولی به سال ۴۳۹ میلادی، پس از شکست هون‌ها، به جنوب کوه‌های آلتای پناه بردند و در آنجا سکنی گزیدند. قبایل آشینا در ابتدا چون دارای زبان‌های گوناگون بودند، ناگزیر زبان مغولی را به عنوان زبان مشترک خویش برگزیدند و با این زبان به تفهیم و تفهم می‌پرداختند تا اینکه به سبب شکست‌های پی در پی از امپراتوران چینی به جنوب آلتای رانده شدند.اقوام آشینا که از امتزاج قبایل مختلف به وجود آمده بودند، در این زمان بود که زبان ترکی را برای ارتباط برقرار کردن بایکدیگر انتخاب کردند. قبایل آشینا بعد از صد سال از شروع اتحاد چنان با هم جوش خوردند که به سال ۵۶۴ میلادی مجموعهٔ واحدی را تشکیل دادند که آنان را «ترک باستان» یا «تورکیوت» نامیدند.
ترکان از سده‌های دراز در سرزمین‌های چین و بخشی از اراضی سیبری می‌زیستند ولی تاریخ نگاران مبدأ تاریخ ترکان را سال ۵۶۴ میلادی دانسته‌اند در این سال بود که بومین خان نخستین ایلخان ترک، با امپراتوری وئی غربی واقع در چین پیمان اتحادی بست که سرانجام در سال ۵۵۲ میلادی این اتحاد، به شکست و نابودی ژوژانها انجامید. پس این شکست بود که ترکان توانستند خاقانات ترک را به وجود آورده و برهمهٔ سرزمین ژوژان‌ها فرمانروایی یافتند.